# Lijst van beschermd erfgoed in Awans
Onderstaande tabel geeft een overzicht van de beschermde erfgoederen in de gemeente Awans. Het beschermd erfgoed maakt onderdeel uit van het cultureel erfgoed in België.
| Object                                                                                          | Bouwjaar/architect | Deelgemeente     | Adres                     | Coördinaten                   | Nummer?                | Afbeelding                                                                                      |
| ----------------------------------------------------------------------------------------------- | ------------------ | ---------------- | ------------------------- | ----------------------------- | ---------------------- | ----------------------------------------------------------------------------------------------- |
| Ensemble van de Sint-Agathakerk en diens omgeving (S)                                           |                    | Awans            | Rue de l'Eglise 19        | 50° 39' 52" NB, 5° 27' 40" OL | 62006-CLT-0001-01 Info | Ensemble van de Sint-Agathakerk en diens omgeving (S)                                           |
| Park van Awans (S)                                                                              |                    | Awans            | Rue du Château 1          | 50° 40' 8" NB, 5° 28' 20" OL  | 62006-CLT-0003-01 Info | Park van Awans (S)                                                                              |
| Twee kastanjebomen (S)                                                                          |                    | Awans            | Rue du Château            | 50° 40' 5" NB, 5° 28' 40" OL  | 62006-CLT-0004-01 Info |                                                                                                 |
| Perroen op de binnenplaats van de pastorie van Villers-l'Evêque                                 |                    | Villers-l'Evêque | Rue Rond du Roi Albert 18 | 50° 42' 16" NB, 5° 26' 20" OL | 62006-CLT-0006-01 Info | Perroen op de binnenplaats van de pastorie van Villers-l'Evêque                                 |
| Parochiekerk Onze-Lieve Vrouw, voorheen kerk van de Heilige Maagd: koor en noorder transept (M) |                    | Villers-l'Evêque | Rue Rond du Roi Albert    | 50° 42' 17" NB, 5° 26' 25" OL | 62006-CLT-0007-01 Info | Parochiekerk Onze-Lieve Vrouw, voorheen kerk van de Heilige Maagd: koor en noorder transept (M) |
| Parochiekerk Sint-Agatha (M)                                                                    |                    | Awans            | Rue de l'Eglise 31        | 50° 39' 52" NB, 5° 27' 42" OL | 62006-CLT-0008-01 Info | Parochiekerk Sint-Agatha (M)                                                                    |
| Tumulus van Othée (M, PEX)                                                                      |                    | Othée            | Chemin du Tumulus         | 50° 43' 24" NB, 5° 27' 35" OL | 62006-CLT-0009-01 Info | Tumulus van Othée (M, PEX)                                                                      |